# José Luzán y Martínez
José Luzán y Martínez (Saragossa, 1710 - 1785) fou un pintor barroc. Fill del també pintor i daurador de retaules Juan Luzán; es va casar amb Teresa Zabalo, filla de Juan Zabalo, també pintor i projectista de retaules.
Gràcies al mecenatge de la família Pignatelli va estudiar a Nàpols, on va conèixer l'estil barroc italià de mà del seu mestre Giuseppe Mastroleo.
Va tornar a Saragossa prop de 1730 per establir una acadèmia, que va gaudir de notable èxit. Va ser nomenat revisor de pintures per la Inquisició espanyola, i el 1741 designat per Felip V com a pintor supernumerari de la Casa Reial. L'estudi de les riques col·leccions de palau li va permetre de refinar considerablement el seu estil; pròxim al tenebrisme a les seves obres primerenques, va adquirir després el gust per la coloració càlida, dominant el groc, ocre i vermell la seva paleta, i va alleugerir la càrrega de les pinzellades. A la dècada de 1760 va abordar obres de gran format i atrevida composició, que van fer evident la seva talla com un dels pintors de temes religiosos més brillants del segle xviii.
Luzán va gaudir de tant prestigi com a mestre que com a autor; entre els seus deixebles van estar Francisco Bayeu, José Beratón, Antonio Martínez y Tomás Vallespín, però sobre totFrancisco de Goya.
Luzán va deixar Madrid per dirigir l'Acadèmia de Pintura i Escultura de Saragossa, encara que solament breument, ja que la institució va travessar fortes dificultats econòmiques i va haver de tancar.
Va arribar a veure-la reobrir el 1784, però la seva salut ja no el permetria d'ensenyar, i va morir a la seva ciutat natal poc temps més tard.

## Obres
Moltes pintures importants realitzades entre 1760 i 1770 per al convent franciscà de Nostra Senyora de Jesús a Saragossa s'han perdut, però es conserven nombroses obres religioses per a diversos altars, on s'aprecia tota la influència italiana, que després va saber passar als seus deixebles. Una de les seves obres més importants són les portes de l'armari de les relíquies per a la sagristia major de la catedral de la Seo de Saragossa realitzades cap a 1757.
Llocs on tenen obres seves: 
Saragossa
- Catedral de la Seo de Saragossa

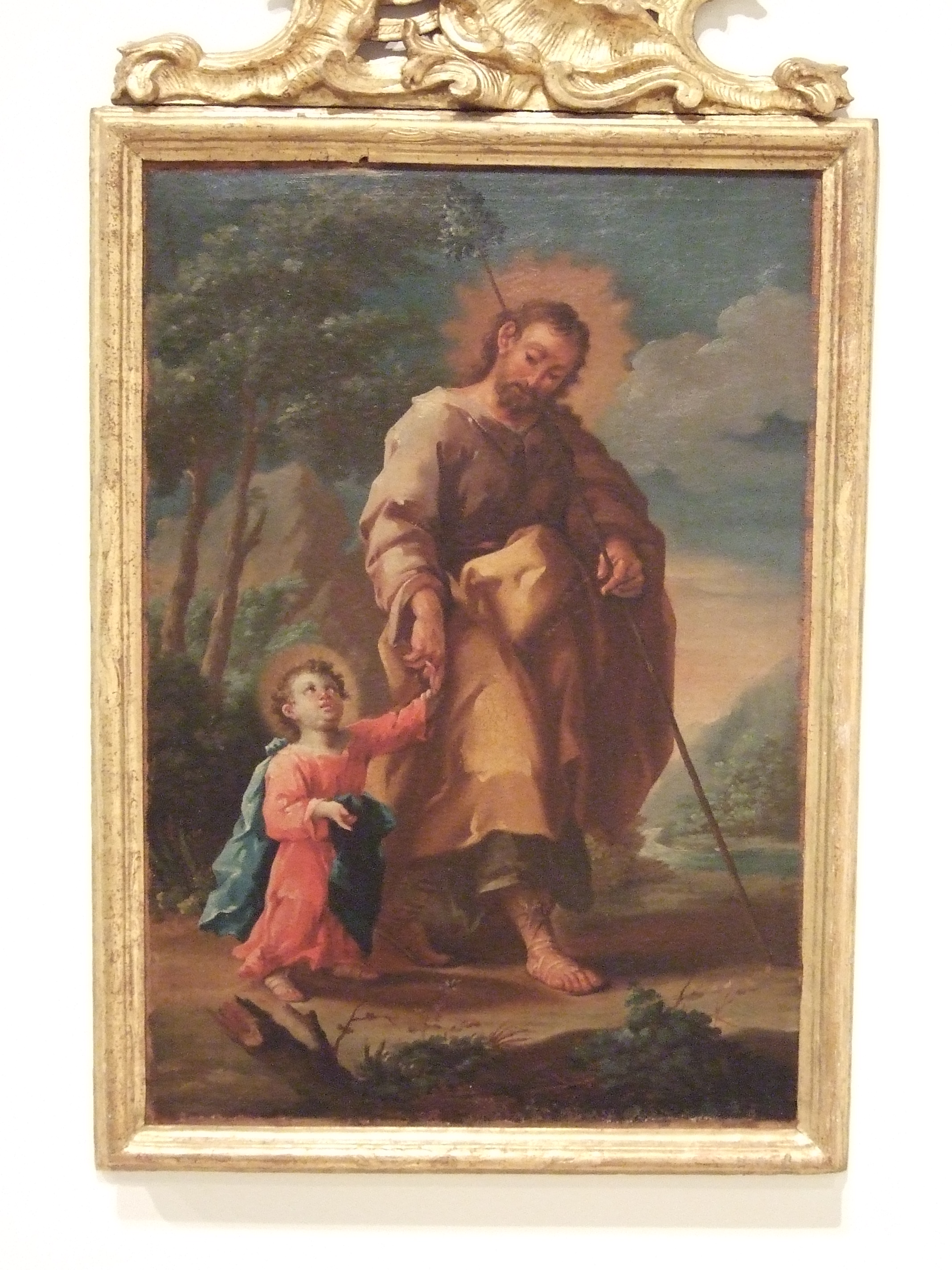
Sant Josep i Jesús

- Església de Santa Engràcia de Saragossa
- Convent dels Agustins calçats
- Església de Miquel de Saragossa
- Convent de la Santa Creu de Saragossa
- Escoles Pies de Saragossa
- Esglésies de Calatorao
- Convent dels Caputxins de Calataiud
- Església de la Verge de l'Oliva Ejea de los Caballeros

Osca
- Museu catedralici: Retrats de Galileu i Copèrnic

Madrid
- Museu del Prado